# Leo Román
Leonardo Román Riquelme (Ibiza, 6 de julio de 2000) es un futbolista español que juega en la demarcación de portero en el R. C. D. Mallorca de la Primera División de España.

## Biografía
Tras empezar su carrera futbolística en la S. C. R. Peña Deportiva y el Ibiza Sant Rafel F. C., en 2020 recaló en las filas inferiores del R. C. D. Mallorca. Ese año debutó con el segundo equipo el 17 de octubre contra el C. F. Playas de Calviá, encuentro que finalizó con 1-0. El 16 de diciembre de 2021 debutó con el primer equipo en Copa del Rey contra la U. D. Llanera. El mes siguiente también se estrenó en la Primera División y en junio de 2023 fue cedido al Real Oviedo por una temporada.

## Clubes
Actualizado al último partido disputado el 14 de mayo de 2025.
| Club                    | País   | Año       | Partidos |
| ----------------------- | ------ | --------- | -------- |
| S. C. R. Peña Deportiva | España | 2017-2018 | 0        |
| Ibiza Sant Rafel F. C.  | España | 2018-2019 | 14       |
| S. C. R. Peña Deportiva | España | 2019-2020 | 7        |
| R. C. D. Mallorca "B"   | España | 2020-2021 | 35       |
| R. C. D. Mallorca       | España | 2021-2023 | 7        |
| Real Oviedo (cedido)    | España | 2023-2024 | 46       |
| R. C. D. Mallorca       | España | 2024-     | 8        |